# یوجی سنوما
یوجی سنوما (انگلیسی: Yuji Senuma؛ زادهٔ ۱ سپتامبر ۱۹۹۰) بازیکن فوتبال اهل ژاپن است.
از باشگاه‌هایی که در آن بازی کرده‌است می‌توان به باشگاه ورزشی توچیگی و باشگاه فوتبال شیمیزو اس-پالس اشاره کرد.